# Kil
Kil ist ein Ort (tätort) in der schwedischen Provinz Värmlands län und der historischen Provinz Värmland. Er ist zugleich Hauptort der gleichnamigen Gemeinde. Der Name ist erstmals 1315 als Chill belegt und bezieht sich auf das damalige Kirchspiel, das seit 1885 Stora Kil heißt. Allerdings wurde später für den Ort nur die Bezeichnung Kil übernommen.
Der Ort ist ein wichtiger Eisenbahnknotenpunkt, da hier die Värmlandsbana, früher mit Nordvästra stambanan bezeichnet, die Bahnstrecke Kil–Torsby sowie die Bergslagsbana und die Vänerbana kreuzt.
Das Gräberfeld von Runnevåls (RAÄ-Nr. Stora Kil 1:1) liegt im Norden von Kil.

## Persönlichkeiten
- John S. Johnson (1873–1934), US-amerikanischer Radsportler
- Anders Nilsson (* 1963), Regisseur, Drehbuchautor und Filmproduzent
- Markus Larsson (* 1979), Skirennläufer
- Per Åslund (* 1986), Eishockeyspieler